# سیارک ۹۸۶۵
سیارک ۹۸۶۵ (به انگلیسی: 9865 Akiraohta، نامگذاری:1991TP1) نه هزار و هشتصد و شصت و پنجمین سیارک کشف شده‌است که در ۳ اکتبر ۱۹۹۱ کشف شد.
قدر مطلق سیارک برابر ۱۷.۸ است.